# Antonio Foti
Antonio Andonis Foti (en grec moderne : Αντόνιο Αντώνης Φώτη, bulgare : Антонио Андонис Фоти), né le 3 novembre 2003 à Varna en Bulgarie, est un footballeur international chypriote, qui joue au poste de milieu de terrain au Hanovre 96 en prêt de l'Eintracht Francfort.

## Biographie
En 2017 il signe à l'Omonia.
Entre le 12 septembre et le 31 décembre 2019, il passe la première moitié de la saison 2019-2020 en prêt au club d'Ormideia, marquant cinq fois en douze apparitions en équipe première senior.
En janvier 2020, il déménage en Allemagne pour rejoindre le club de Bundesliga Eintracht Frankfurt. Sa carrière à Francfort a bien démarré, avec notamment 14 buts inscrits en 16 matches chez les moins de 19 ans au début de la saison 2021-2022.
En janvier 2022, il signe un nouveau contrat.
Le 16 juin 2022, il est prêté à Hanovre 96 dans le deuxième division pour deux saisons.